# Grotte Atta
La grotte Atta (en allemand : Atta-Höhle) située dans la municipalité d'Attendorn est l'une des plus importantes grottes de stalactites en Allemagne.